# پوغوس هایتایان
پوغوس کاراپتی هایتایان (ارمنی: Պողոս Կարապետի Հայթայան؛ زادهٔ ۱۵ اوت ۱۹۳۵ - درگذشته ۶ فوریهٔ ۲۰۱۷) تاریخ‌نگار هنر اهل ارمنستان بود.

## زندگی‌نامه
وی در ۱۵ اوت ۱۹۳۵ در بیروت به دنیا آمد و از آکادمی امپریال هنر (۱۹۶۵) فارغ‌التحصیل گشت. وی در انستیتو ادبی، انستیتو دولتی هنری و نمایشی ایروان، هایکاکان سُوتکان، دایرةالمعارف ارمنستان شوروی نگارخانه ملی ارمنستان اتحادیه نقاشان ارمنستان فعالیت کرد. وی برنده جوایزی همچون مدال موسس خورناتسی، مدال طلای وزارت فرهنگ جمهوری ارمنستان و مدال گریگور نارکاتسی است. وی در ۶ فوریهٔ ۲۰۱۷ در سن ۸۱ سالگی در ایروان درگذشت.